# OR5M9
OR5M9 (англ. Olfactory receptor family 5 subfamily M member 9) – білок, який кодується однойменним геном, розташованим у людей на короткому плечі 11-ї хромосоми. Довжина поліпептидного ланцюга білка становить 310 амінокислот, а молекулярна маса — 35 093.
| 10         |  | 20         |  | 30         |  | 40         |  | 50         |
| ---------- |  | ---------- |  | ---------- |  | ---------- |  | ---------- |
| MPNFTDVTEF |  | TLLGLTCRQE |  | LQVLFFVVFL |  | AVYMITLLGN |  | IGMIILISIS |
| PQLQSPMYFF |  | LSHLSFADVC |  | FSSNVTPKML |  | ENLLSETKTI |  | SYVGCLVQCY |
| FFIAVVHVEV |  | YILAVMAFDR |  | YMAGCNPLLY |  | GSKMSRTVCV |  | RLISVPYVYG |
| FSVSLICTLW |  | TYGLYFCGNF |  | EINHFYCADP |  | PLIQIACGRV |  | HIKEITMIVI |
| AGINFTYSLS |  | VVLISYTLIV |  | VAVLRMRSAD |  | GRRKAFSTCG |  | SHLTAVSMFY |
| GTPIFMYLRR |  | PTEESVEQGK |  | MVAVFYTTVI |  | PMLNPMIYSL |  | RNKDVKEAVN |
| KAITKTYVRQ |  |            |  |            |  |            |  |            |

A: Аланін

C: Цистеїн

D: Аспарагінова кислота

E: Глутамінова кислота

F: Фенілаланін

G: Гліцин

H: Гістидин

I: Ізолейцин

K: Лізин

L: Лейцин

M: Метіонін

N: Аспарагін

P: Пролін

Q: Глутамін

R: Аргінін

S: Серин

T: Треонін

V: Валін

W: Триптофан

Кодований геном білок за функціями належить до рецепторів, g-білокспряжених рецепторів, білків внутрішньоклітинного сигналінгу. 
Локалізований у клітинній мембрані, мембрані.